# Carlo Tommaso di Lorena

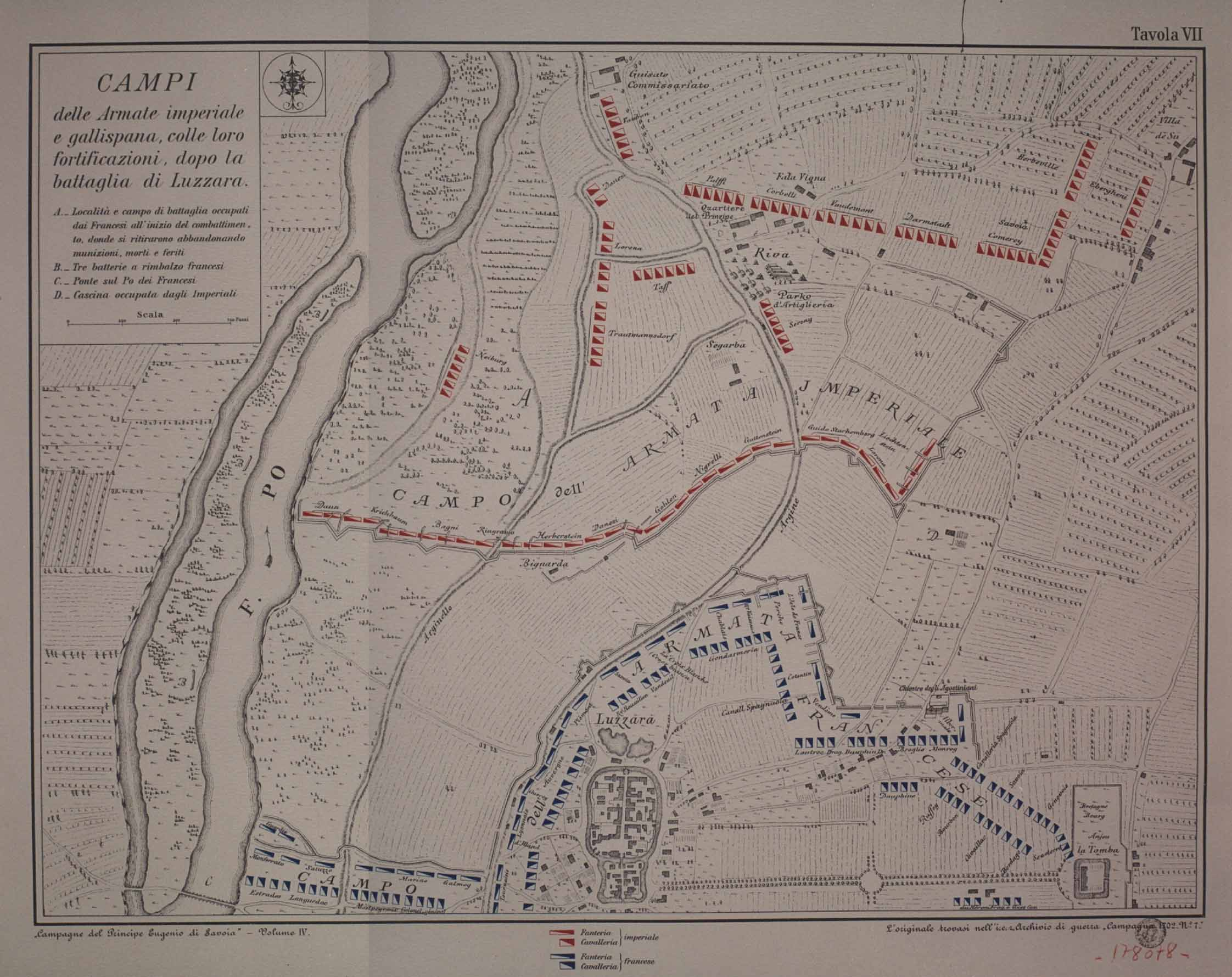
Battaglia di Luzzara

Carlo Tommaso di Lorena-Vaudemont (7 marzo 1670 – Ostiglia, 12 maggio 1704) principe di Vaudemont.

## Biografia
Carlo Tommaso fu l'unico figlio del principe Carlo Enrico di Lorena e di Anna Elisabetta di Lorena, e nipote di Carlo IV di Lorena.
Come i suoi antenati egli combatté per gli Asburgo contro la Francia. Ebbe una brillante carriera e nel 1700 venne insignito dell'insegna di cavaliere dell'Ordine del Toson d'oro.
Combatté in italia nel corso della guerra di successione spagnola sotto il comando del principe Eugenio di Savoia. Si distinse nella Battaglia di Cremona e in quella di Luzzara, e venne nominato Fieldmarshal, assieme a Guido von Starhemberg, nel febbraio del 1704.
Venne gravemente ferito in una battaglia minore, l'8 maggio 1704 vicino Ostiglia, e morì 4 giorni dopo.

## Ascendenza
|                                      |                     |                              | Genitori                          |  |  | Nonni |  |  | Bisnonni                |  |  | Trisnonni               |  |
|                                      |                     |                              |                                   |  |  |       |  |  | François II de Lorraine |  |  | Charles III de Lorraine |  |
|                                      |                     |                              |                                   |  |  |       |  |  | François II de Lorraine |  |  | Charles III de Lorraine |  |
|                                      |                     | Claude de Valois             |                                   |  |  |       |  |  | François II de Lorraine |  |  |                         |  |
| Charles IV de Lorraine               |                     |                              |                                   |  |  |       |  |  | François II de Lorraine |  |  |                         |  |
|                                      |                     | Christine von Salm           | Paul von Salm                     |  |  |       |  |  |                         |  |  |                         |  |
|                                      |                     | Christine von Salm           | Paul von Salm                     |  |  |       |  |  |                         |  |  |                         |  |
|                                      |                     | Christine von Salm           | Marie Le Veneur de Tillières      |  |  |       |  |  |                         |  |  |                         |  |
| Charles-Henri de Lorraine-Vaudémont  |                     | Christine von Salm           |                                   |  |  |       |  |  |                         |  |  |                         |  |
|                                      |                     | Claude-François de Cusance   | Evandelin Simon de Cusance        |  |  |       |  |  |                         |  |  |                         |  |
|                                      |                     | Claude-François de Cusance   | Evandelin Simon de Cusance        |  |  |       |  |  |                         |  |  |                         |  |
|                                      |                     | Claude-François de Cusance   | Béatrice de Vergy                 |  |  |       |  |  |                         |  |  |                         |  |
| Béatrice de Cusance                  |                     | Claude-François de Cusance   |                                   |  |  |       |  |  |                         |  |  |                         |  |
|                                      |                     | Ernestine van Witthem        | Jean van Witthem                  |  |  |       |  |  |                         |  |  |                         |  |
|                                      |                     | Ernestine van Witthem        | Jean van Witthem                  |  |  |       |  |  |                         |  |  |                         |  |
|                                      |                     | Ernestine van Witthem        | Maria Margareta de Merode         |  |  |       |  |  |                         |  |  |                         |  |
| Charles-Thomas de Lorraine-Vaudémont |                     | Ernestine van Witthem        |                                   |  |  |       |  |  |                         |  |  |                         |  |
|                                      | Charles II d'Elbeuf | Charles I d'Elbeuf           |                                   |  |  |       |  |  |                         |  |  |                         |  |
|                                      | Charles II d'Elbeuf | Charles I d'Elbeuf           |                                   |  |  |       |  |  |                         |  |  |                         |  |
|                                      | Charles II d'Elbeuf | Marguerite de Chabot         |                                   |  |  |       |  |  |                         |  |  |                         |  |
| Charles III d'Elbeuf                 | Charles II d'Elbeuf |                              |                                   |  |  |       |  |  |                         |  |  |                         |  |
|                                      |                     | Catherine de Bourbon-Vendôme | Henri IV de France                |  |  |       |  |  |                         |  |  |                         |  |
|                                      |                     | Catherine de Bourbon-Vendôme | Henri IV de France                |  |  |       |  |  |                         |  |  |                         |  |
|                                      |                     | Catherine de Bourbon-Vendôme | Gabrielle d'Estrées               |  |  |       |  |  |                         |  |  |                         |  |
| Anne-Élisabeth de Lorraine           |                     | Catherine de Bourbon-Vendôme |                                   |  |  |       |  |  |                         |  |  |                         |  |
|                                      |                     | Charles de Lannoy            | Christophe de Lannoy              |  |  |       |  |  |                         |  |  |                         |  |
|                                      |                     | Charles de Lannoy            | Christophe de Lannoy              |  |  |       |  |  |                         |  |  |                         |  |
|                                      |                     | Charles de Lannoy            | Charlotte de Villiers-Saint Pol   |  |  |       |  |  |                         |  |  |                         |  |
| Anne-Élisabeth de Lannoy             |                     | Charles de Lannoy            |                                   |  |  |       |  |  |                         |  |  |                         |  |
|                                      |                     | Anne d'Aumont                | Jacques d'Aumont                  |  |  |       |  |  |                         |  |  |                         |  |
|                                      |                     | Anne d'Aumont                | Jacques d'Aumont                  |  |  |       |  |  |                         |  |  |                         |  |
|                                      |                     | Anne d'Aumont                | Charlotte Catherine de Villequier |  |  |       |  |  |                         |  |  |                         |  |
|                                      |                     | Anne d'Aumont                |                                   |  |  |       |  |  |                         |  |  |                         |  |